# Facundo Píriz
Facundo Julián Píriz González (phát âm tiếng Tây Ban Nha: [faˈkundo ˈpiɾis]; sinh ngày 27 tháng 3 năm 1990), thường gọi Facundo Píriz, là một cầu thủ bóng đá người Uruguay thi đấu ở vị trí tiền vệ phòng ngự cho Montpellier theo dạng cho mượn từ Akhmat Grozny.

## Sự nghiệp
Sinh ra ở Tarariras, Uruguay, Píriz khởi đầu sự nghiệp cùng với Nacional.
Vào tháng 1 năm 2013 anh ký bản hợp đồng 4,5 năm cùng với Terek Grozny, của Giải bóng đá ngoại hạng Nga, từ  Nacional với giá €2,8 triệu.
Ngày 28 tháng 7 năm 2017, anh ký hợp đồng với câu lạc bộ Pháp Montpellier theo dạng cho mượn 1 năm với điều kiện có thể mua.

## Sự nghiệp quốc tế
Píriz là một phần của đội tuyển U-20 Uruguay tham gia Giải vô địch bóng đá trẻ Nam Mỹ 2009.
Anh cũng nằm trong đội hình U-22 Uruguay tham gia Đại hội Thể thao Liên châu Mỹ 2011.

## Thống kê sự nghiệp

### Câu lạc bộ
Tính đến trận đấu diễn ra ngày 13 tháng 1 năm 2018
| Câu lạc bộ          | Mùa giải            | Giải vô địch                            | Giải vô địch | Giải vô địch | Cúp     | Cúp       | Châu lục | Châu lục  | Khác    | Khác      | Tổng cộng | Tổng cộng |
| Câu lạc bộ          | Mùa giải            | Hạng đấu                                | Số trận      | Bàn thắng    | Số trận | Bàn thắng | Số trận  | Bàn thắng | Số trận | Bàn thắng | Số trận   | Bàn thắng |
| ------------------- | ------------------- | --------------------------------------- | ------------ | ------------ | ------- | --------- | -------- | --------- | ------- | --------- | --------- | --------- |
| Nacional            | 2009–10             | Giải bóng đá hạng nhất quốc gia Uruguay | 1            | 0            | —       | —         | —        | —         | —       | —         | 1         | 0         |
| Nacional            | 2010–11             | Giải bóng đá hạng nhất quốc gia Uruguay | 21           | 1            | —       | —         | —        | —         | —       | —         | 21        | 1         |
| Nacional            | 2011–12             | Giải bóng đá hạng nhất quốc gia Uruguay | 28           | 0            | —       | —         | 11       | 0         | —       | —         | 34        | 1         |
| Nacional            | 2012–13             | Giải bóng đá hạng nhất quốc gia Uruguay | 10           | 0            | —       | —         | 3        | 0         | —       | —         | 13        | 0         |
| Nacional            | Tổng cộng           | Tổng cộng                               | 60           | 2            | 0       | 0         | 14       | 0         | 0       | 0         | 74        | 2         |
| Terek Grozny        | 2012–13             | Giải bóng đá ngoại hạng Nga             | 6            | 1            | 0       | 0         | —        | —         | —       | —         | 6         | 1         |
| Terek Grozny        | 2013–14             | Giải bóng đá ngoại hạng Nga             | 15           | 0            | 1       | 0         | —        | —         | —       | —         | 16        | 0         |
| Terek Grozny        | 2014–15             | Giải bóng đá ngoại hạng Nga             | 11           | 0            | 1       | 0         | —        | —         | —       | —         | 12        | 0         |
| Terek Grozny        | 2015–16             | Giải bóng đá ngoại hạng Nga             | 11           | 1            | 3       | 0         | —        | —         | —       | —         | 14        | 1         |
| Terek Grozny        | 2016–17             | Giải bóng đá ngoại hạng Nga             | 26           | 1            | 2       | 0         | —        | —         | —       | —         | 28        | 1         |
| Terek Grozny        | Tổng cộng           | Tổng cộng                               | 69           | 3            | 7       | 0         | 0        | 0         | 0       | 0         | 76        | 3         |
| Montpellier         | 2017–2018           | Ligue 1                                 | 9            | 0            | 4       | 0         | —        | —         | —       | —         | 13        | 0         |
| Montpellier         | Tổng cộng           | Tổng cộng                               | 9            | 0            | 4       | 0         | 0        | 0         | 0       | 0         | 13        | 0         |
| Tổng cộng sự nghiệp | Tổng cộng sự nghiệp | Tổng cộng sự nghiệp                     | 138          | 5            | 11      | 0         | 14       | 0         | 0       | 0         | 163       | 5         |

## Danh hiệu

### Nacional
- Uruguayan League: 2008-09, 2010-11, 2011-12